# دانشگاه عادی هبی
دانشگاه عادی هبی (Chinese) یک دانشگاه تحقیقاتی دولتی در شیجیاژوانگ، استان هبی، چین است. این مؤسسه یکی از دانشگاه‌های اصلی استانی با بیش از ۱۰۰ سال سابقه است و توسط استان هبی و اداره آموزش چین پشتیبانی می‌شود.
دانشگاه عادی هبی (HNU) رتبه خوبی دارد، به عنوان مثال، در رشته‌های ریاضیات و ریاضیات کاربردی، و علوم زیستی در رتبه اول در استان هبی قرار گرفته‌است. این دانشگاه در رشته مطالعه قانون در بین ۱۰۰ دانشگاه برتر چین رتبه‌بندی شد. HNU در سال ۲۰۱۵ رتبه سوم را در ۴ دانشگاه برتر زبان و ادبیات چینی کسب کرد. در رشته ریاضیات در سال ۲۰۱۲ توسط مرکز درجه گروه آموزشی چین در رتبه ۳۶ در چین قرار گرفت.